# Gerda van der Kade-Koudijs
Gerda Johanna Marie van der Kade-Koudijs (Rotterdam, 1923. október 29. – Almelo, 2015. március 19.) olimpiai bajnok holland atléta.

## Életpályája
Két aranyérmet is nyert az 1946-os oslói Európa-bajnokságon. Tagja volt a négyszer százon aranyérmes holland váltónak, valamint megnyerte a távolugrás számát is.
Több versenyszámban is részt vett az 1948-as londoni olimpiai játékokon. Fanny Blankers-Koen, Netty Witziers-Timmer és Xenia Stad-de Jong társaként megnyerte a négyszer százas váltót, távolugrásban mindössze fél centiméterrel maradt le a dobogóról, és elindult a 80 méteres gátfutás versenyén is, itt azonban nem ért el jelentősebb eredményt.

## Egyéni legjobbjai
- 100 méter síkfutás - 12,0 s (1949)
- 200 méter síkfutás - 25,2 s (1942)
- 80 méter gátfutás - 11,4 s (1946)
- Távolugrás - 5,76 m (1947)
- Magasugrás - 1,50 m (1949)